# I, CULTURE Orchestra
I, CULTURE Orchestra (ICO) — многонациональный симфонический оркестр, созданный в 2011 году Институтом Адама Мицкевича (пол. Adam Mickiewicz Institute) при Министерстве культуры и национального наследия Польши и состоящий из молодых музыкантов из Польши и стран Восточного партнёрства: Армении, Азербайджана, Белоруссии, Грузии, Молдовы, Украины и др..

## История

### Цель и миссия
Создатели оркестра хотели подчеркнуть важность восточных и западных корней культурной идентичности Европы и важность налаживания связей Европейского Союза с восточными соседями. Цель ICO — сформировать выдающийся оркестр молодых музыкантов со всего мира и создать инновационный инструмент для культурного и социального сотрудничества и международного развития.
Декларируемая миссия проекта — поддерживать позитивные изменения в культурном и социальном развитии стран Восточной Европы и Южного Кавказа, представляя мероприятия высокого уровня музыкального искусства.
Местоимение «я» (англ. I) в названии оркестра означает того, кто несёт культуру разным людям и народам. Президент Института Адама Мицкевича сказал: «Как бы вы описали в двух словах, что Польша несёт культуру другим? Вот так они придумали слово “я-культура”».

### Отбор музыкантов
Оркестр создан по образцу таких известных коллективов, как Молодёжный оркестр Европейского Союза и Объединённый израильско-арабский молодежный оркестр «Западно-Восточный Диван». В него входят инструменталисты в возрасте 18—28 лет, которые отбираются по итогам ежегодного двухэтапного прослушивания в основной и резервный составы, проводимого  независимым жюри, состоящем из высокопрофессиональных музыкантов — представителей разных стран Европы. Отобранные музыканты проходят несколько недель мастер-классов в Польше под руководством музыкантов из ведущих оркестров мира, таких как Лондонский симфонический оркестр, Лионская опера, оркестр «Филармония», Лондонский филармонический оркестр и Симфонический оркестр Бирмингема. По окончании мастер-классов и репетиций организовываются международное турне.
В 2016 году серию мастер-классов «ICO» провёл в Киеве в октябре. Молодые музыканты работали с преподавателями из ведущих европейских оркестров — валторнистом Джеффом Брайантом из Лондонского симфонического оркестра, кларнетистом Марком ван де Вилем из лондонского оркестра «Филармония» и альтистом Полем Кортезе из Большого театра «Лисео».
Ежегодно из 600 претендентов отбираются около сотни участников. В 2015 году, в частности, половину участников оркестра составляли польские музыканты, 21 музыкант был из Украины, по 6 — из Армении и Грузии, 3 — из Белоруссии, 2 — из Азербайджана и один — из Молдавии.
Исполнители из России в состав оркестра не отбираются (исключением был только 2011 год). При этом, в обзоре интервью, данного первым дирижёром оркестра сэром Невиллом Марринером в 2011 году, было отмечено, что:

«...остаточная высокая планка молодых музыкантов-классиков во многом обусловлена системой классического образования советских времён, которая произвела так много великих инструменталистов прошлого века».

### Концертные турне
Первое турне оркестра состоялось в 2011 году. Под управлением дирижёров сэра Невилла Марринера и Павла Котла «ICO» с большим успехом выступил в таких ведущих концертных залах Европы, как Берлинская филармония, Королевский фестивальный зал, Королевский театр в Мадриде и др.
В 2011 году выступления «ICO» входили в специальную культурную программу, представленную в период президентства Польши в Совете Европейского Союза.
В 2012 году оркестр под управлением 19-летнего венесуэльца Ильича Риваса (Ilyich Rivas) дал концерты в городах стран Восточной Европы: Люблине, Варшаве, Минске, Киеве, Кишинёве и Тбилиси.
27 августа 2012 года состоялся первый концерт I, CULTURE Orchestra в Белоруссии — в Белорусской государственной филармонии. В программе: П. И. Чайковский, Кароль Шимановский, Антонин Дворжак, Отторино Респиги. 28 августа «ICO» дал концерт в Национальной филармонии Украины. В тот год из Украины  в состав оркестра вошли 19 музыкантов.
В ходе турне 2013 года были даны концерты в Гданьске, Рейкъявике, Гётеборге, Копенгагене, Таллине и Киеве. В программе: Бела Барток «(Концерт для оркестра», 1944), Сергей Прокофьев, Борис Лятошинский (симфония «Гражина», 1955), Витольд Лютославский («Концерт для виолончели», 1970), Станислав Монюшко (мазурка из оперы «Галька»). В Киеве был также исполнен гопак из «Гаянэ» Арама Хачатуряна.
В 2014 году «ICO» выступил в Гданьске, Касселе, Эдинбурге, Стокгольме, во Франции. Программа: Дмитрий Шостакович («Ленинградская симфония»), Анджей Пануфник, Ференц Лист, Кара Караев.
В рамках пятого концертного тура 2015 года «ICO» дважды выступил в Киеве во время празднования Дня Независимости Украины: на Майдане Незалежности и в Национальной опере Украины. Программа: Сергей Прокофьев, Сергей Рахманинов, Николай Лысенко (увертюра к опере «Тарас Бульба»), Александр Мосолов, Людвиг ван Бетховен («Ода к радости», аранжировка которой является официальным гимном Евросоюза). Число слушателей оркестра на Майдане составило 50 тысяч человек.
В 2016 году прошли мастер-классы оркестра в Варшаве, Гданьске, Тбилиси, Минске, Кишинёве, Киеве, Баку и Ереване. Концертного турне «ICO» в 2016 году не состоялось.
Ева-Богуш-Мур (Ewa Bogusz-Moore), генеральный директор Симфонического оркестра Польского радио в Катовице и в течение шести лет — генеральный менеджер «ICO», в 2016 году получила Почётную премию Ассоциации польских композиторов за её постоянные усилия по продвижению польской музыки во всем мире.
К 2017 году «ICO» отыграл около 90 часов музыки на 36 концертах, слушателями которых стали 80 000 человек. Оркестр посетил 15 стран и 24 города и в ходе всех турне с 2011 года проехал около 38 000 километров. Число музыкантов оркестра составило 103 человека, из них 18 — из Украины.
В 2017 году «ICO» выступил в Варшаве, Минске, Киеве, Берлине, Доббиако. Программа: Ференц Лист, Людвиг ван Бетховен, Гектор Берлиоз, Николай Кондорф, Валентин Сильвестров и Николай Лысенко, а также, по традиции — произведения польских композиторов (Витольда Лютославского, Юлиуша Зарембского, Станислава Монюшко).
В 2018 году в оркестр были также отобраны музыканты из Венгрии. В июле 2018 года прошли концерты оркестра в  Варшаве, Монпелье, Амстердаме и Копенгагене. Осенью ICO отправился в международный тур, посвященный 100-летию независимости Польши. 25 октября 2018 года состоялось выступление оркестра в Центре изящных искусств в Брюсселе. Программа: Игорь Стравинский, Кшиштоф Пендерецкий, Кароль Шимановский. На концерте прозвучало первое международное исполнение «Полонеза для симфонического оркестра» Кшиштофа Пендерецкого. 29 октября 2018 года — выступление с той же программой в Большом зале Эльбской филармонии, Германия.
Через оркестр прошло более 700 музыкантов, в мастер-классах приняли участие более 2000 инструменталистов. «ICO» дал концерты в Польше, Германии, Великобритании, Испании, Нидерландах, Бельгии, Франции, Италии, Швеции, Исландии, Белоруссии, Литве, Украине, Грузии и Эстонии.
Последние концерты оркестра прошли в 2019 году. В ноябре «ICO» выступил на II фестивале «Eufonie» в Варшаве ("Eufonie" International Music Festival of Central-Eastern Europe). В программе: Гражина Бацевич, Петер Этвёш, Антонин Дворжак и Станислав Монюшко. Затем были выступления в Европейском центре музыки им. Кшиштофа Пендерецкого в Люславицe и в соборе Святого Вита в Праге.

### Фестивали
Оркестр принял участие в следующих фестивалях: Эдинбургский международный фестиваль (2014), «Festival Radio France», «Santander Music Festival», «Young Euro Classic Festival», «Chopin and His Europe Festival» (2016), «La Roque d'Antheron Festival International de Piano», «Alto Adige Festival», «Kulturosömmer Nordhessen», «Baltic Sea Festival» (фестиваль Балтийского моря), фестиваль «Классика у Ратуши» (Минск).

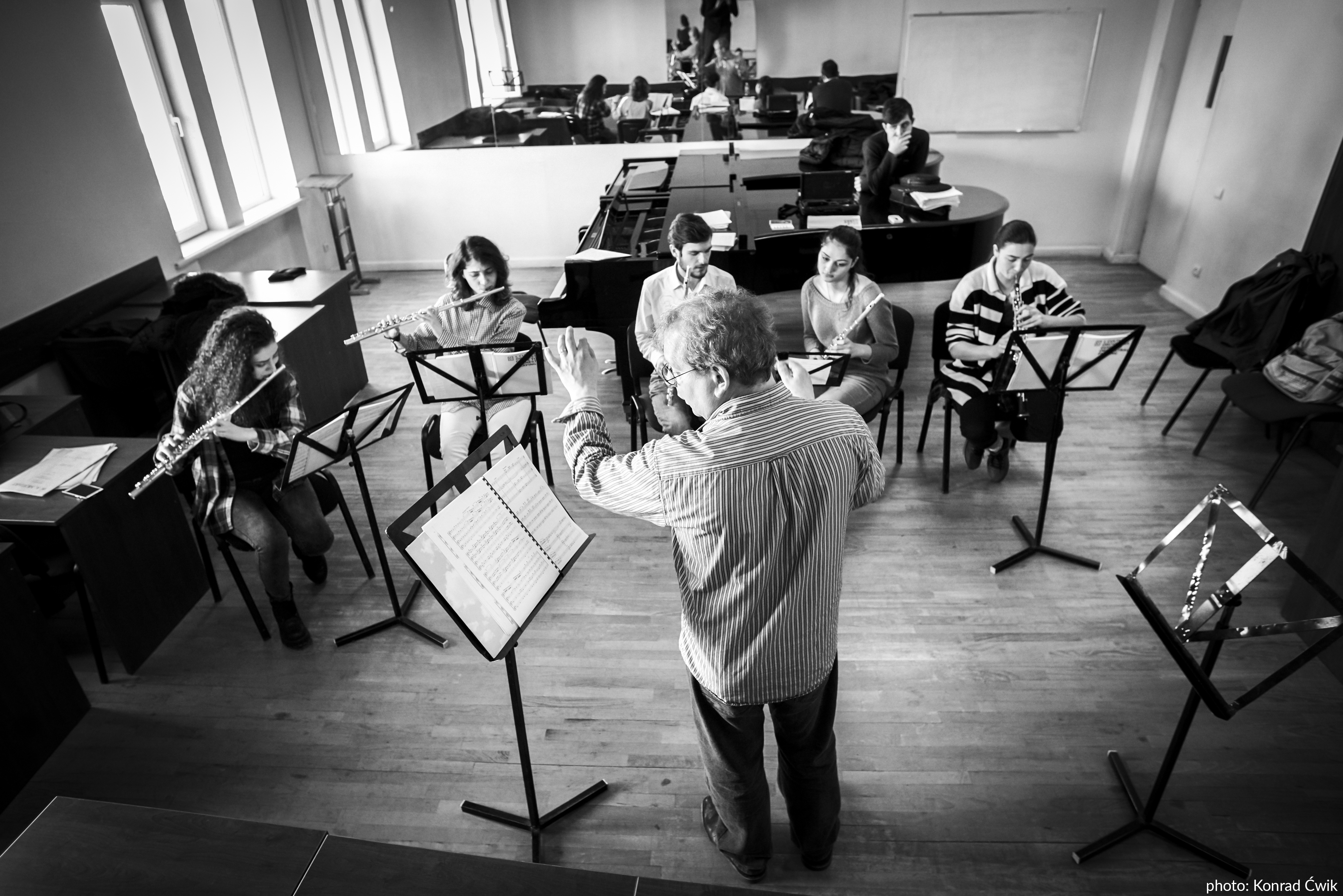
Мастер-классы «ICO» в Тбилиси в 2016 году

## Дирижёры
- 2011 — Павел Котла[пол.][14];
- 2011 — сэр Невилл Марринер[20][45];
- 2012 — Ильич Ривас[пол.][10][18];
- 2013 — Лукаш Боровиц[пол.];
- 2013[9], 2014[9], 2015[20][28], 2018[4] годы — Кирилл Карабиц;
- 2017 — Андрей Борейко[36];
- 2019 — Марта Гардолиньска[46] и Мацей Творек[47].

## Музыканты
Солисты и приглашённые музыканты оркестра разных лет: Алёна Баева (Россия, род. в Киргизии), Лиза Батиашвили (Грузия), Михаил Бачило (Польша), Хатия Буниатишвили (Грузия), Кэролин Видманн (Германия), Трульс Мёрк (Норвегия), Элис Сара Отт (Германия), Неманья Радулович (Сербия), Юлиан Рахлин (Австрия), Симон Трпчески (Северная Македония), Агата Шимчевская (Польша), Арабелла Штайнбахер (Германия), Петер Яблонски и др.